# Trzcinka (województwo łódzkie)
Trzcinka – wieś w Polsce położona w województwie łódzkim, w powiecie sieradzkim, w gminie Brąszewice.
W latach 1975–1998 miejscowość położona była w województwie sieradzkim.